# Londinium (album)
Londinium – debiutancki album Archive wydany 23 września 1996 roku. Tytuł pochodzi od Londinium.

## Lista utworów
1. "Old Artist" – 4:04
2. "All Time" – 3:51
3. "So Few Words" – 6:12
4. "Headspace" – 4:13
5. "Darkroom" – 4:31
6. "Londinium" – 5:19
7. "Man Made" – 4:37
8. "Nothing Else" – 4:37
9. "Skyscraper" – 4:24
10. "Parvaneh (Butterfly)" – 3:50
11. "Beautiful World" – 6:36
12. "Organ Song" – 2:23
13. "Last Five" – 3:47

Ubiquitous Wife Remix – 1:25 (ukryty utwór)
Album zawiera ukryty utwór, który rozpoczyna się 30 sekund po zakończeniu "Last Five".